# لوريتا تشن
لوريتا تشن (بالإنجليزية: Loretta Chen)‏ هي مديرة فنية ‏ وممثلة سنغافورية، ولدت في 2 ديسمبر 1976 في سنغافورة.